# Wauconda (Illinois)
Wauconda es una villa ubicada en el condado de Lake en el estado estadounidense de Illinois. En el Censo de 2010 tenía una población de 13603 habitantes y una densidad poblacional de 916,45 personas por km².

## Geografía
Wauconda se encuentra ubicada en las coordenadas 42°16′37″N 88°8′7″O / 42.27694, -88.13528. Según la Oficina del Censo de los Estados Unidos, Wauconda tiene una superficie total de 14.84 km², de la cual 13.08 km² corresponden a tierra firme y (11.9%) 1.77 km² es agua.

## Demografía
Según el censo de 2010, había 13603 personas residiendo en Wauconda. La densidad de población era de 916,45 hab./km². De los 13603 habitantes, Wauconda estaba compuesto por el 84.97% blancos, el 0.89% eran afroamericanos, el 0.14% eran amerindios, el 4.22% eran asiáticos, el 0.06% eran isleños del Pacífico, el 7.87% eran de otras razas y el 1.85% pertenecían a dos o más razas. Del total de la población el 17.82% eran hispanos o latinos de cualquier raza.